# Paib
Paib (ang. Paibian):
- w sensie geochronologicznym: pierwszy wiek furongu (okres kambryjski), trwający około 3 miliony lat (od ~497 mln do ~494 mln lat temu). Paib jest młodszy od gużangu, a starszy od dziangszanu.
- w sensie chronostratygraficznym: pierwsze piętro furongu w systemie kambryjskim, wyższe od gużangu, a niższe od dziangszanu.

Stratotyp dolnej granicy paibu (oraz epoki/oddziału furongu) znajduje się w sekcji Paibi formacji Huaqiao, w górach Wuling Shan w prowincji Hunan w Chinach; sekcja rozciąga się od wsi Sixin do Paibi. Od nazwy tej drugiej wsi wywodzi się nazwa sekcji oraz piętra (wieku). Granica ta odpowiada pierwszemu pojawieniu się w zapisie kopalnym trylobita Glyptagnostus reticulatus; trylobit ten występował na całym świecie.